# Crims a Barcelona. Mort sota l'aigua
Crims a Barcelona. Mort sota l'aigua (títol original en alemany, Der Barcelona-Krimi: Tod aus der Tiefe) és un telefilm alemany de 2017 de temàtica policial dirigit per Jochen Alexander Freydank. És la segona entrega a la sèrie de telefilms de temàtica criminal d'ARD Crims a Barcelona amb Clemens Schick i Anne Schäfer en els papers principals. La primera emissió va tenir lloc el 9 de novembre de 2017 com a part de la franja de sèries de temàtica criminal dels dijous durant l'horari de màxima audiència al canal Das Erste. S'ha doblat al català per a TV3, que va estrenar-lo el 6 d'abril de 2025.

## Sinopsi
El jove geòleg Tomàs Vallín apareix mort a la platja de la Barceloneta. Feia pocs dies que el director de la Facultat de Geologia, Enric Gutiérrez, l'havia despatxat per absentisme laboral. La parella d'en Tomàs, Caterina Castany, perseguida pels assassins, s'ha refugiat a l'Aquàrium de Barcelona, on treballa el seu ex, Eduardo Montes, activista pel medi ambient com en Tomàs i la Caterina. La investigació del crim portarà els comissaris Xavier Bonet i Fina Valent pels viaranys d'una sòrdida trama d'empresaris sense escrúpols i polítics corruptes, que els fan arribar a sospitar del flamant alcalde de Barcelona, Baptista Bonet, pare del comissari.

## Producció
El rodatge va tenir lloc del 3 de maig a l'1 de juny de 2017 a Barcelona.